# Equipo Unificado en los Juegos Paralímpicos de Albertville 1992
El Equipo Unificado estuvo representado en los Juegos Paralímpicos de Albertville 1992 por un total de 21 deportistas, 16 hombres y cinco mujeres.

## Medallistas
El equipo paralímpico obtuvo las siguientes medallas:
| Nombre                                          | Deporte        | Evento                              |
| ----------------------------------------------- | -------------- | ----------------------------------- |
| Oro                                             |                |                                     |
| Bogdanov                                        | Biatlón        | 7,5 km B1 masculino                 |
| Liubov Paninyj                                  | Esquí de fondo | 10 km distancia larga B1 femenino   |
| Nazarenko                                       | Esquí de fondo | 5 km distancia corta B1 femenino    |
| Elesina                                         | Esquí de fondo | 5 km distancia corta B2-3 femenino  |
| Chirkova                                        | Esquí de fondo | 10 km distancia larga B2-3 femenino |
| Nikolái Ilioutchenko                            | Esquí de fondo | 10 km distancia corta B3 masculino  |
| Nikolái Ilioutchenko                            | Esquí de fondo | 30 km distancia larga B3 masculino  |
| Kupchinski                                      | Esquí de fondo | 10 km distancia corta B1 masculino  |
| Kupchinski                                      | Esquí de fondo | 30 km distancia larga B1 masculino  |
| Nikolái Ilioutchenko Serguéi Lozhkin Kupchinski | Esquí de fondo | 3 × 5 km B1-3 masculino             |
| Plata                                           |                |                                     |
| Nazarenko                                       | Esquí de fondo | 10 km distancia larga B1 femenino   |
| Chirkova                                        | Esquí de fondo | 5 km distancia corta B2-3 femenino  |
| Elesina                                         | Esquí de fondo | 10 km distancia larga B2-3 femenino |
| Vladímir Kolesnikov                             | Esquí de fondo | 10 km distancia corta B2 masculino  |
| Vladímir Kolesnikov                             | Esquí de fondo | 30 km distancia larga B2 masculino  |
| Serguéi Lozhkin                                 | Esquí de fondo | 30 km distancia larga B3 masculino  |
| Bogdanov                                        | Esquí de fondo | 10 km distancia corta B1 masculino  |
| Bogdanov                                        | Esquí de fondo | 30 km distancia larga B1 masculino  |
| Bronce                                          |                |                                     |
| Andréi Venediktov                               | Esquí de fondo | 30 km distancia larga B3 masculino  |
| Seleznev                                        | Esquí de fondo | 10 km distancia corta B2 masculino  |
| Seleznev                                        | Esquí de fondo | 30 km distancia larga B2 masculino  |